# Attacco di Pearl Harbor nella cultura popolare
L'attacco giapponese di Pearl Harbor, occorso il 7 dicembre 1941 ai danni nella marina militare statunitense ancorata alle Hawaii, è ricordato negli Stati Uniti ogni anno per merito anche di un'associazione di ex militari presenti il giorno dell'attacco. Nel corso degli anni l'attacco è stato anche utilizzato come trama di film e videogame.

## Giorno della memoria e associazione dei sopravvissuti

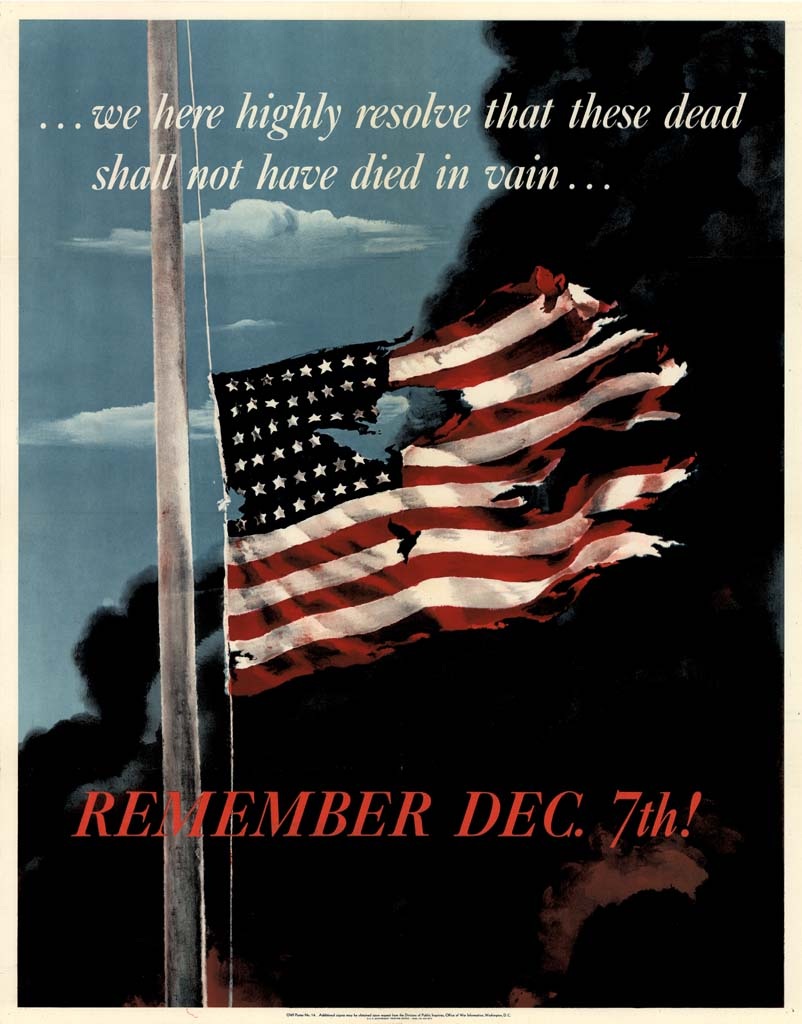
Manifesto per ricordare l'attacco

Il 7 dicembre di ogni anno negli Stati Uniti si tiene il National Pearl Harbor Remembrance Day (in italiano "giornata nazionale del ricordo di Pearl Harbor", noto anche come "Pearl Harbor Remembrance Day" o "Pearl Harbor Day") per ricordare i caduti del 7 dicembre 1941, data in cui i giapponesi attaccarono la base USA di Pearl Harbor, nelle Hawaii. Durante la celebrazione, istituita dal Congresso il 23 agosto 1994, è usanza tenere la bandiera a mezz'asta.
Il giorno non è comunque considerato festivo.
La Pearl Harbor Survivors Association (in italiano "associazione dei sopravvissuti di Pearl Harbor") venne fondata nel 1958 ma fu riconosciuta dal Congresso solo nel 1985. L'associazione è riconosciuta anche dal titolo 36 dell'United States Code.

## Cinematografia
- Arcipelago in fiamme, film del 1943 diretto da Howard Hawks
- Da qui all'eternità, film del 1953 diretto da Fred Zinnemann
- The Day the Sky Fell In, dalla serie televisiva Kronos - Sfida al passato (The Time Tunnel) degli anni 60 prodotta da Irwin Allen
- Prima vittoria, film del 1965 diretto da Otto Preminger
- Tora! Tora! Tora!, film del 1970 diretto da Richard Fleischer, Kinji Fukasaku e Toshio Masuda
- Countdown dimensione zero, film del 1980 diretto da Don Taylor
- Pearl Harbor, film del 2001 diretto da Michael Bay
- Midway, film del 2019 diretto da Roland Emmerich

## Videogame
L'attacco di Pearl Harbor è anche stato usato come trama per diversi videogame, principalmente per la piattaforma Windows.
- Pearl Harbour, strategico del 1985 per Amstrad CPC
- Pearl Harbor: Zero Hour, videogioco d'azione in terza persona del 2001 per Windows
- Pearl Harbor: Attack! Attack!, videogioco d'azione in prima persona del 2001 per Windows
- Pearl Harbor: Strike at Dawn, videogioco d'azione in terza persona del 2001 per Windows
- Pearl Harbor: Defend the Fleet, videogioco d'azione in prima persona del 2001 per Windows
- Medal of Honor: Rising Sun, videogioco d'azione in prima persona del 2003
- Medal of Honor: Pacific Assault, videogioco d'azione in prima persona del 2004
- Pacific Warriors II: Dogfight, videogioco d'azione-simulazione in prima e terza persona per Windows (2003) e PlayStation 2 (2004)
- Attack on Pearl Harbor, videogioco d'azione in terza persona del 2007 per Windows